# Knezova ulica, Novo mesto
Knezova ulica je ena od ulic v Novem mestu. Imenuje se po arheologu in nekdanjem kustosu Dolenjskega muzeja Tonetu Knezu. Poteka od ulice Regrča vas na zahodu pri kapelici proti jugozahodu ter pred stičiščem z ulico Jedinščica proti vzhodu, vzporedno z ulico Jedinščica. Knezova ulica nadomešča del ulice Regrča vas in del ulice Jedinščica.